# Japons
Japons – gmina targowa w Austrii, w kraju związkowym Dolna Austria, w powiecie Horn, w regionie Waldviertel. Liczy 731 mieszkańców (1 stycznia 2014).